# ديفيس غرانادوس
ديفيس غرانادوس (بالإسبانية: Davis Granados)‏ هو لاعب كرة قدم كولومبي، ولد في 16 مايو 1981 في كولومبيا. لعب مع San Francisco F.C. ‏.